# Thứ Tư Đen
Thứ Tư Đen là tên mà giới kinh tế và chính trị đặt cho ngày thứ tư 16 tháng 9 năm 1992 tại Vương quốc Liên hiệp Anh và Bắc Ireland. Vào hôm đó, chính quyền của Đảng Bảo thủ đã buộc phải quyết định rút đồng bảng Anh khỏi Cơ chế tỷ giá hối đoái châu Âu (ERM) trước áp lực của những cuộc tấn công đầu cơ tiền tệ do George Soros cầm đầu khiến cho bảng Anh mất giá mạnh. Các tính toán cho rằng Soros kiếm được từ 1 tỷ đến 2 tỷ dollar Mỹ từ vụ này, trong khi nước Anh thiệt hại 3,4 tỷ bảng Anh (ước tính của Bộ Tài chính Anh năm 1997).
Nước Anh trong thập niên 1980 và đầu thập niên 1990 có thặng dư cán cân vãng lai. Song nếu trừ đi các khoản thu nhập từ xuất khẩu dầu lửa, thì thực ra Anh lại bị thâm hụt tài khoản vãng lai nghiêm trọng.
Cộng đồng châu Âu (EC) thời gian đó đang hướng tới một đồng tiền chung của khối, nên các đồng tiền quốc gia thành viên được neo vào nhau trong khuôn khổ Cơ chế tỷ giá hối đoái châu Âu. Không đồng tiền quốc gia nào được phép tăng giá hay mất giá quá 2,25% với các đồng tiền quốc gia khác.
Cuối năm 1990, nước Đức thống nhất. Chính quyền Tây Đức cũ quyết định đầu tư ồ ạt vào Đông Đức khiến cho lãi suất trái phiếu châu Âu tăng lên. Điều này lại khiến cho các đồng tiền quốc gia châu Âu, trong đó có bảng Anh, lên giá so với các đồng tiền ngoài khối như dollar Mỹ, yên Nhật, v.v...
Bảng Anh lên giá có nghĩa là xuất khẩu của Anh chịu ảnh hưởng tiêu cực trong khi nhập khẩu được khuyến khích. Tài khoản vãng lai của Anh đã thâm hụt lại gặp thêm áp lực thâm hụt nữa. Các nhà đầu cơ vĩ mô dự đoán rằng Anh sẽ không chịu nổi tình trạng này và sớm muộn gì cũng phải phá giá tiền tệ. Đầu tháng 9 năm 1992, giới đầu cơ nhanh chóng tiến hành bán và bán khống bảng Anh ra khi nó còn có giá. Hành động đầu cơ ồ ạt này khiến bảng Anh mất giá cực nhanh. Ngày 15 tháng 9, Bảng Anh mất giá quá 2,25%.
Chính phủ Anh đã tung dự trữ ngoại hối nhà nước của mình ra để chống lại. Song hậu quả chỉ là mất dự trữ ngoại tệ chứ không ngăn được sự mất giá của bảng Anh. Ngân hàng Anh tăng lãi suất chiết khấu từ 10% lên 12% rồi 15% cũng không ngăn cản được. Chính phủ Anh đã bất lực cũng đồng nghĩa với việc bảng Anh không còn có thể ở lại Cơ chế tỷ giá hối đoái châu Âu. Cuối ngày 16 tháng 9, Anh chính thức tuyên bố rút lui khỏi cơ chế này.